# Сава Хашъмов
Сава Кирилов Хашъмов е български актьор, роден в Плевен.

## Биография
Завършва ВИТИЗ „Кръстьо Сарафов“ в класа на проф. Стефан Сърчаджиев и Методи Андонов през 1963 г. Работи в Бургаския театър през 1963 – 1964 г., а от 1964 в Народния театър Иван Вазов. Там изпълнява над 100 роли за 43 сезона. Играе и на сцената на Театър 199. Секретар на Съюза на артистите в България 1977 – 1989 г. С. Хашъмов е от поколението творци, което съчетава традиционния за изкуството на Нар. театър правдив сценичен живот с интелектуалния анализ. Образите му внушават чрез изострен сценичен рисунък сложни идейно-смислови оценки. Умира на 11 януари 2012 година в София.
Жени се 3 пъти, като вторият му брак е с известната руска актриса Маргарита Терехова (1967 – 1969 г.), а впоследствие се оженва за Анастасия Бакърджиева.
Има 3 деца – Яна Хашъмова, Анна Терехова и Николай Хашъмов. Архив на оригинала от 2019-07-21 в Wayback Machine.

## Награди и отличия
- Заслужил артист (1976)

## Театрални роли
- „Хамлет“ на У. Шекспир – Хамлет
- „Американска терапия“ на Д. Сондърс – Мървин
- „Чайка“ на А. П. Чехов – Треплев
- „Унижените и оскърбените“ на Ф. М. Достоевски – Альоша
- „Златната карета“ на Л. М. Леонов – Тимоша
- „От ума си тегли“ на Александър Грибоедов – Репетилов
- „Обикновена истина“ на Иван Гончаров – Александър
- „Сенки“ на М. Е. Салтиков-Щедрин – Клаверов
- „В полите на Витоша“ на П. К. Яворов – Чудомир
- „Тази малка земя“ на Георги Джагаров – Балчев

## Телевизионен театър
- „Под игото“ (1989) (Иван Вазов)
- „Ретро“ (1988) (Александър Галин), 2 части
- „Чудото на свети Антоний“ (1987) (Морис Метерлинк) - племенник на г-ца Ортанс
- „Покана от Париж“ (1982)
- „Това ли е Атлантида ?“ (1980) (Владимир Голев), 2 части
- „В Чинцано всичко е спокойно“ (1976) (Любен Попов) - мюзикъл
- „Азот“ (1974) (Рене де Обалдия)
- „Посещението на един инспектор“ (1974) (Джон Пристли)
- „Не подлежи на обжалване“ (1973) (Лозан Стрелков)
- „Рози за д-р Шомов“ (1973) (Драгомир Асенов), (Втора реализация)
- „История на бъдещето“ (1972), 2 серии
- „Битката за Преслав“ (1971) (Радко Радков)
- „Диалози“ (1970) (Кръстю Пишурка)
- „Марсианска хроника“ (1968) (Рей Бредбъри)
- „В деня на сватбата“ (1966) (Виктор Розов)
- „Кристалната пантофка“ (1965) (Тамара Габе)
- „Меденото копче“ (1965) (Лев Овалов)

## Филмография
| Година | Филми/Сериали                             | Серии | Копродукции     | Роля                              |
| ------ | ----------------------------------------- | ----- | --------------- | --------------------------------- |
| 2002   | Хълмът на боровинките                     |       |                 | докторът                          |
| 1979   | Ленко                                     | 2     |                 | господин Кумю Паламудов           |
| 1976   | Един наивник на средна възраст            | 2     |                 |                                   |
| 1971   | Докато ме потърсиш отново                 |       |                 | Иван Киров, асистент от института |
| 1969   | Цар Иван Шишман                           |       |                 | болярин                           |
| 1967   | Бягаща по вълните – („Бегущая по волнам“) |       | СССР / България | Томас Харвей                      |
| 1966   | Мъже                                      |       |                 | редакторът Иван Дойчинов          |
| 1964   | Непримиримите                             |       |                 | Божидар                           |
| 1963   | Легенда за Паисий                         |       |                 | Евтимий                           |